# Eurycope vasinae
Eurycope vasinae is een pissebed uit de familie Munnopsidae. De wetenschappelijke naam van de soort is voor het eerst geldig gepubliceerd in 1996 door Malyutina & Kussakin.